# Psychiatrisch Ziekenhuis Ziekeren
Het Psychiatrisch Ziekenhuis Ziekeren is een katholiek psychiatrisch ziekenhuis gelegen te Sint-Truiden in de Belgische provincie Limburg.

## Geschiedenis
Het werd opgericht in 1866 door de Broeders van Liefde en het groeide geleidelijk uit tot een complex van 16 ha. Deze gemeenschap fungeerde als een dorpje op zich, met tal van eigen voorzieningen. In 2011 fusioneerde het met het Psychiatrisch Ziekenhuis Sancta Maria tot een instelling die tegenwoordig Asster heet.

## Etymologie
In deze omgeving stond reeds omstreeks 1200 een verzorgingshuis voor lepralijders, een zogeheten ziekenheem (sieckenheem). Het woord: sieck stond toen voor melaats en niet voor ziek in het algemeen.